# Історія освоєння мінеральних ресурсів Об'єднаних Арабських Еміратів
Історія освоєння мінеральних ресурсів Об'єднаних Арабських Еміратів
В давні часи на території сучасних еміратів добували залізну руду, пісковик, червону вохру і коштовні камені (Шарджа, острови Абу-Муса). У прибережній зоні з древніх часів до сьогодення традиційно видобували перли (наприклад, у 1830 р. цим промислом стало займалися понад 3 тис. човнів). Рекордна кількість перлів була зібрана в 1896 р. (на суму близько 0,75 млн фунтів стерлінгів).
Пошук нафти в ОАЕ почався в 1937 р. на території Абу-Дабі компанією «Petroleum development», але перше велике родовище (Мурбан-Баб) було відкрито лише в 1954 р. З початку 1950-х років стали проводитися пошуково-розвідувальні роботи на акваторії Перської затоки компанією «Abu Dhabi Marine Area», яка у 1958 р. виявила перше морське родовище Умм-Шаіф, а в 1964 р. найбільше родовище країни — Закум.
У Дубаї пошуково-розвідувальні роботи здійснюються з 1963 р. групою американських компаній на чолі з «Continental Oil» на суші і «Dubai Marine Areas» на акваторії. В еміраті Шарджа пошукові роботи велися в 1969 р. компаніями «Shell» і «Bomin», а пізніше — компанією «Buttes Gas and Oil Co.», яка відкрила родовище Мубарек. У еміраті Умм-ель-Кайвайн розвідувальні роботи ведуться з 1969 р. спочатку компаніями «Shell», «Occidental Petroleum», «Canadian Superior Oil Co.» на шельфі і корпорацією «Houston Oil and Minerals Corp» на суші. У еміраті Рас-ель-Хайма в пошуково-розвідувальних роботах на нафту з 1964 р. брали участь декілька компаній; в 1976 р. на континентальному шельфі було відкрито газоконденсатне родовище.
Поступ розвитку нафтодобувної промисловості ОАЕ такий: 1959 р. — родовище Мурбан-Баб в Абу-Дабі, 1966—1968 рр. — Фатех в еміраті Дубай, в 1973 р. — Шарджа, в 1984 р. — Рас-ель-Хайма. Основну частину видобутку нафти в останні десятиліття XX ст. забезпечували родовища Мурбан-Бу-Хаса і Асаб на суші, Умм-Шаіф і Закум на шельфі. Видобуток нафти на шельфі біля узбережжя Абу-Дабі ведеться з 1962 р., на материковій частині Абу-Дабі — з 1963 р. Нафтова промисловість націоналізована не повністю, іноземні компанії діють на умовах концесій.
У 1996 нр. ВВП біля однієї третини ВВП (73 млрд дол.) припадало на частку нафтової промисловості. Нафта становила 66 % експорту країни, а платежі місцевих і міжнародних компаній за нафтові концесії були головним джерелом державних прибутків. Запасів нафти і газу приблизно вистачить до XXII ст., за умови, якщо обсяг її видобутку залишиться на рівні 1980-х років. Основним нафтодобувним районом є Абу-Дабі, найважливішим торговим і промисловим центром — Дубай. Емірат Дубай найпотужніший — він забезпечує понад 80 % прибутку ОАЕ.
Станом на 1999 р. за підтвердженими запасами нафти ОАЕ займають 6-е місце у світі (після Саудівської Аравії, Іраку, Кувейту, Ірану, Венесуели). За підтвердженими запасами природного газу ОАЕ займають 4-е місце у світі (після Росії, Ірану і Катару). Запаси газу виявлені в основному в Абу-Дабі, а також в еміратах Шарджа, Дубай і Расах-ель-Хайма.
На 2003 р. у кількісному виразі розвідані запаси нафти ОАЕ становлять 98 млрд барелів, тобто приблизно 10 % світових запасів, за рівнем споживання майбутній продуктивний період — понад 100 років. З 150 трлн. м3 світових запасів газу 4 % (6 трлн. м3) розташовані на території ОАЕ: 92 % — в еміраті Абу-Дабі, 5 % — в Шарджі і 2 % — в Дубаї. У 2003 р. лідируюче положення в нафтогазовій галузі займала Національна Нафтова Компанія Абу Дабі (ADNOC), утворена в 1971 році.
На початку XXI ст. крім нафти і газу в ОАЕ добувають: хроміти, виробляють сталь, переробляють свинець, мідний скрап, продукують каустичну соду, хлор і сіль, цемент. У Дубаї діє алюмінієвий завод, що імпортує глинозем з Австралії.
Інженерів-нафтовиків готують в університеті м. Абу-Дабі.